# Yellowknife
Yellowknife – miasto w Kanadzie, główny ośrodek administracyjny (stolica) Terytoriów Północno-Zachodnich, nad Wielkim Jeziorem Niewolniczym.
Miasto założono, aby obsługiwać kopalnie złota powstałe w okolicy w latach 30. XX wieku. W 1978 r. rozbił się w okolicy radziecki satelita Kosmos 954. W 1991 r. 300 km na północ od miasta odkryto diamenty. Ostatnia kopalnia złota została zamknięta w 2004 r. Obecnie miasto utrzymuje się głównie z przemysłu diamentowego oraz administracji.
Liczba mieszkańców Yellowknife wynosi 18 700. Język angielski jest językiem ojczystym dla 80,9%, francuski dla 3,8% mieszkańców (2006).
Miasto jest siedzibą rzymskokatolickiej diecezji MacKenzie-Fort Smith.

## Klimat
Klimat subpolarny. Średnia temperatura w styczniu: -27.9 °C, w lipcu: 16.2 °C. Mniej niż 300 milimetrów opadów rocznie.